# Bandhgora
Bandhgora là một census town ở quận Bokaro ở bang Jharkhand, Ấn Độ.

## Cơ cấu dân số
Theo cuộc điều tra dân số năm 2001 ở Ấn Độ,India Bandhgora có dân số 6759 người. Nam giới chiếm 53% và nữ giới chiếm 47% dân số. Bandhgora có tỷ lệ biết chữ bình quân 53%, thấp hơn mức trung bình quốc gia 59,5%; với 69% đàn ông và 31% phụ nữ biết chữ. 17% dân số dưới 6 tuổi.